# Mason Moore
Pour les articles homonymes, voir Moore.
Mason Moore, née Megan Morrisson le 1er février 1985 à Granada Hills, Californie, est une actrice pornographique américaine.

## Biographie
En 2002, à l'âge de 18 ans, elle falsifie sa date de naissance pour devenir stripteaseuse. Puis elle fait ses premiers pas dans l'industrie pornographique en 2005, à l'âge de 20 ans, en tournant une unique scène lesbienne. Elle ne tournera alors plus rien pendant trois ans. Ce n'est qu'à partir de 2008 qu'elle se lance véritablement dans le business, en tournant de nombreuses scènes pour des sites tels Bangbros, Brazzers ou encore Reality Kings.
Elle a comme particularité ses nombreux tatouages ainsi que sa pratique du squirting, ainsi que de très longs ongles .

## Filmographie sélective
- Teachers (2009)
- Big Tit Cream Pie 3 (2009)
- 1 on 1 4 (2009)
- All About Me 4 (2009)
- A Taste of Stoya (2009)
- Big Tits in Sports (2009)
- Fetish Fuck Dolls 4 (2009)
- Full Streams Ahead 2 (2009)
- Housewife 1 on 1 13 (2009)
- I Have a Wife 4 (2009)
- I Love Big Toys 23 (2009)
- Incumming 16 (2009)
- Internal Damnation 3 (2009)
- Internal Injections 5 (2009)
- Make Me Creamy 5 (2009)
- Poolside Pussy 2 (2009)
- Rack It Up 3 (2009)
- Sweet Cheeks 11 (2009)
- Real Wife Stories 2 (2008)
- Tunnel Butts (2008)

## Note et sources
1. ↑  « Mason Moore » (présentation), sur l'Internet Movie Database.
2. 1 2  (en) Mason Moore sur l'Internet Adult Film Database.
3. ↑  (en) « Interview de Mason Moore », sur www.definefetish.com.

- (en) Cet article est partiellement ou en totalité issu de l’article de Wikipédia en anglais intitulé « Mason Moore » (voir la liste des auteurs).